# Conioscinella deficiens
Conioscinella deficiens är en tvåvingeart som först beskrevs av Becker 1909.  Conioscinella deficiens ingår i släktet Conioscinella och familjen fritflugor.
Artens utbredningsområde är Etiopien. Inga underarter finns listade i Catalogue of Life.